# Мега Сиринио
Мега Сиринио или Мегало Сирини (на гръцки: Μέγα Σειρήνιο, в превод Голямо Сиринио) е село в Република Гърция, дем Гревена, област Западна Македония. Мега Сиринио има 696 жители, според преброяването от 2001 година. Църквата „Света Богородица Животворящ източник“ в местността Липсокуки край селото е обявена за защитен исторически паметник в 1979 година.

## География
Селото е разположено на 630 m надморска височина на около 5 km северно от град Гревена.

## История

### В Османската империя
В края на XIX век Мега Сиринио е чифлишко гръкоезично село в Гребенската каза на Османската империя. Според статистиката на Васил Кънчов през 1900 Серинъ Като (Серина Голямо) е смесено село с 235 гърци християни и 120 валахади (гръкоезични мюсюлмани).
На Етнографската карта на Битолския вилает на Картографския институт в София от 1901 година Мега Серина е смесено село гърци християни и гърци мохамедани в Гревенската каза на Серфидженския санджак със 75 къщи.
Според статистика на Серфидженския санджак на гръцкото консулство в Еласона от 1904 година в Мегало Сирни (Μεγάλο Σειρνί), Гревенска каза, живеят 150 валахади.
Според атинска гръцка статистика от 1910 година в Мега Сирни (Μεγά Σειρνί) живеят 380 православни гърци и 150 мюсюлмани.

### В Гърция
През Балканската война в 1912 година в селото влизат гръцки части и след Междусъюзническата в 1913 година Мега Сиринио влиза в състава на Кралство Гърция.
В средата на 1920-те години по силата на Лозанския договор мюсюлманското население е изселено в Турция и на негово място са заселени 41 семейства или 146 души, бежанци от Турция. През 1928 година селото е представено като смесено, състоящо се от коренно местно население и новодошли бежанци, като последните са 41 семейства или 146 жители.
Селото произвежда жито и тютюн, като е развито и скотовъдството.
В селото особено колоритно се отбелязва Нова година. На 1 януари се провежда старинният празничен обичай Рогацария. Друг празник се организира в началото на август.
| Година    | 1913 | 1920 | 1928 | 1940 | 1951 | 1961 | 1971 | 1981 | 1991 | 2001 | 2011 | 2021 |
| --------- | ---- | ---- | ---- | ---- | ---- | ---- | ---- | ---- | ---- | ---- | ---- | ---- |
| Население | 880  | 444  | 600  | 744  | 745  | 825  | 602  | 515  | 735  | 696  | 461  | 331  |